# Campionato italiano di tchoukball
Il campionato italiano di tchoukball è una competizione sportiva italiana nata nel 2007.
Questo campionato si distingue da quelli della maggior parte degli altri sport per l'obbligo del gioco misto: da regolamento, infatti, ogni squadra deve schierare in campo almeno un componente per ogni sesso; non sono pertanto ammesse squadre di soli uomini o di sole donne; questa situazione non è analoga in tutti gli altri campionati nazionali. Le competizioni internazionali di tchoukball, invece, sono sempre divise tra maschile e femminile.
Come quasi tutti gli sport all'inizio della propria storia, anche nel tchoukball fino al 2010 il campionato si è svolto a girone unico all'italiana, generalmente con partite di andata e ritorno e giornata finale di playoff che coinvolgeva tutte le squadre, dall'assegnazione dello scudetto alle finali intermedie per decretare tutte le posizioni, fino all'ultima.
Dalla stagione 2010/2011 il numero delle squadre è aumentato a tal punto da permettere la classica divisione meritocratica in Serie A e Serie B, con la massima serie aperta solo alle migliori dieci squadre d'Italia e la serie cadetta aperta a tutti.
Dalla stagione 2006/2007 le prime due squadre classificate accedono di diritto all'European Winners Cup (EWC), la massima competizione europea per club, che ha visto Saronno Castor vincitori per tre anni consecutivi (dal 2010 al 2012), prima di dover cedere lo scettro agli austriaci del RT Traiskirchen.

## Stagione 2006/2007
Pur essendo per convenzione denominata "Stagione 2006/2007", il primo campionato di tchoukball italiano ha avuto inizio nel gennaio 2007 e si è svolto nel corso di cinque giornate più la giornata finale di playoff. Le squadre partecipanti erano: Ferrara Tchoukball, Saronno Pollux, Saronno Castor, Limbiate Thunder Frogs, Limbiate Crazy Frogs, Liceo Scientifico Asti e Bergamo Sportivando.
Le squadre giravano tutte assieme e si incontravano quindi tutte in un unico palazzetto in una lunga giornata domenicale, disputando quattro partite ciascuna in due tempi da 12 minuti ogni giornata. Tra di loro le compagini si sono affrontate tre volte (andata, ritorno, andata) e le prime quattro squadre classificate al termine del girone preliminare hanno ottenuto l'accesso ai playoff scudetto, mentre le ultime tre si sono affrontate in un triangolare per determinare le restanti posizioni.
Il girone preliminare si è concluso con una netta supremazia dei Saronno Castor, che hanno poi sconfitto nelle semifinali Asti Liceo Scientifico, incontrando in finale i gemelli del Saronno Pollux, protagonisti della partita con i favoriti Limbiate Crazy Frogs. Il Limbiate Crazy Frogs sconfiggerà poi Asti Liceo Scientifico, aggiudicandosi il gradino più basso del podio, mentre i Saronno Castor si aggiudicheranno il primo titolo grazie alla vittoria contro i pur temibili Saronno Pollux.
Nel triangolare per il quinto posto, il Ferrara Tchoukball ottiene una vittoria e un pareggio, mentre Bergamo si deve accontentare della vittoria su Limbiate Thunder Frogs che chiude ad un solo punto grazie al pareggio con Ferrara Tchoukball.
Classifica finale stagione 2007
1. Saronno Castor - vince lo scudetto e accede all'European Winners Cup di Ferrara 2008
2. Saronno Pollux - accede all'EWC di Ferrara 2008
3. Limbiate Crazy Frogs - vince la finale per il 3º posto - ripescata come terza italiana all'EWC di Ferrara 2008
4. Asti TB Liceo Scientifico AT
5. Ferrara Tchoukball - vince il triangolare per il 5º posto
6. Bergamo Sportivando
7. Limbiate Thunder Frogs

## Stagione 2007/2008
Il secondo campionato, che ha avuto inizio il 2 dicembre 2007 a Ferrara e conclusosi il 13 aprile 2008 a Saronno, ha visto aumentare a dodici il numero delle squadre, grazie anche all'aggiunta di una squadra da Varese e al successo avuto ad Asti e Ferrara. Anche in questo caso le squadre hanno sempre giocato tutte insieme nello stesso palazzetto con incontri svolti in due tempi da 12 minuti, ma questa volta con soli due incontri a giornata e girone di sola andata, per un totale di sei giornate più giornata finale di playoff.
Nell'ultima giornata di regular season si sono svolti i quarti di finale tra le prime otto squadre classificate, dove Saronno Castor, Limbiate Crazy Frogs, Ferrara Donuts e Saronno Pollux hanno ottenuto l'accesso alle semifinali per lo scudetto.
La vittoria finale è andata nuovamente ai Saronno Castor, dopo una tesissima finale punto a punto con i Limbiate Crazy Frogs, finita ai supplementari.
Classifica finale stagione 2007/2008
1. Saronno Castor - vince lo scudetto e accede all'EWC di Losanna 2009
2. Limbiate Crazy Frogs - accede all'EWC di Losanna 2009
3. Saronno Pollux - vince la finale per il 3º posto
4. Ferrara Donuts
5. Ferrara Coconuts - vince la finale per il 5º posto
6. Asti TB Liceo Scientifico AT
7. Bergamo Sportivando - vince la finale per il 7º posto
8. Saronno Mizar
9. Asti Gagnu - vince la finale per il 9º posto
10. Varese TB
11. Limbiate Thunder Frogs - vince la finale per l'11º posto
12. Ferrara Peanuts

## Stagione 2008/2009
Nella stagione 2008/2009 il numero di squadre è rimasto invariato poiché si è registrata la defezione della terza squadra di Saronno, ma al contempo è nata la nuova realtà di Rovello Porro, gli Sgavisc.
In questa stagione è stata abbandonata la formula del concentramento unico, infatti le dodici squadre sono state divise geograficamente in distretti da tre con due palazzetti coinvolti per volta, dove i vari distretti si incontravano tra loro in veri e propri triangolari, per un totale di sei giornate più due giornate aggiuntive di derby tra squadre dello stesso distretto, con incontri di andata e ritorno della durata di tre tempi da 12 minuti ciascuno.
Anche in questo caso hanno ottenuto l'accesso ai playoff per lo scudetto solo le prime quattro squadre, che si sono affrontate in semifinale nella giornata di sabato 18 aprile 2009 e che hanno visto trionfare nuovamente i Saronno Castor nella giornata successiva, ai danni dei Ferrara Allnuts, prima squadra non lombarda a raggiungere la finale nazionale.
Classifica finale stagione 2008/2009
1. Saronno Castor - vince lo scudetto e accede all'EWC di Saronno 2010
2. Ferrara Allnuts - accede all'EWC di Saronno 2010
3. Rovello Sgavisc - vince la finale per il 3º posto - ripescata come terza italiana per l'EWC di Saronno 2010
4. Limbiate Crazy Frogs
5. Scientifico Asti - vince la finale per il 5º posto
6. Ferrara Peanuts
7. Ferrara Neonuts - vince la finale per il 7º posto
8. Asti Tchoukball
9. Bergamo Tchoukball - vince la finale per il 9º posto
10. Saronno Pollux
11. Limbiate Thunder Frogs - vince la finale per l'11º posto
12. Varese Pirates

## Stagione 2009/2010
Il quarto campionato ha visto un notevole aumento di squadre rispetto all'anno precedente: Ferrara è arrivata a quattro squadre, Rovello si è triplicata, l'Asti Tchoukball ha raddoppiato, sono tornati i Saronno Mizar e sono nate le nuove realtà di Forlì-Cesena, Caronno Pertusella e Gerenzano (VA) e Lendinara (RO), arrivando a ben 21 squadre totali, divise come nell'anno precedente in distretti da tre squadre.
Il campionato si è svolto in tre fasi. La prima consisteva in uno girone all'italiana in cui ogni squadra ha incontrato tutte le altre solo una volta. Nella seconda fase invece le squadre sono state divise in tre gironi in base alla classifica, uno per le prime otto (alta classifica), uno per le secondo otto (media classifica) e un ultimo girone per le squadre dalla diciassettesima in poi (bassa classifica).
Nel girone di alta classifica le squadre si sono affrontate in un girone all'italiana in ulteriori altre quattro giornate, determinando una classifica che ha decretato le prime quattro squadre per l'accesso alle semifinali scudetto. Le altre quattro squadre si sono incrociate in maniera speculare per determinare le posizioni dalla quinta all'ottava.
Il girone di media classifica invece è stato diviso in altri due sotto-gironi, sempre in base alla classifica al termine dell'andata, e le squadre si sono affrontate tra di loro per determinare le due squadre che insieme alle prime otto avrebbero formato la prima Serie A, in programma per la stagione successiva.
Il girone di bassa classifica si è svolto in una sola giornata con girone all'italiana tra tutte le squadre coinvolte.
Nella terza fase si sono svolti i playoff con semifinali e finali tra quasi tutte le squadre per decretare tutte le 21 posizioni. Dalla seconda fase in poi, le squadre si sono affrontate in partite di tre tempi da 15 minuti, per allinearsi al regolamento ufficiale internazionale.
Classifica finale:
| Posizione | Squadra                   |
| 1         | Saronno Castor            |
| 2         | Ferrara Allnuts           |
| 3         | Asti Atomik Tchoukball    |
| 4         | Rovello Sgavisc           |
| 5         | Limbiate Titans           |
| 6         | Limbiate Vipers           |
| 7         | Saronno Pollux            |
| 8         | Ferrara Peanuts           |
| 9         | Ferrara Wildnuts          |
| 10        | Gerenzano Sisma - Salus   |
| 11        | EleKTrauti Asti Tchoukbal |
| 12        | Scientifico Asti          |
| 13        | Varese Lionheart          |
| 14        | Ferrara Neonuts           |
| 15        | Bergamo Tchoukball        |
| 16        | Rovello Sciloria          |
| 17        | Saronno Mizar             |
| 18        | Romagna TB                |
| 19        | Rovello Scighera          |
| 20        | Lendinara Celtics         |
| 21        | Caronno CarPerDiem        |

- I Saronno Castor, vincendo lo scudetto, accedono all'EWC di Wels 2011
- I Ferrara Allnuts, grazie alla seconda posizione, accedono all'EWC di Wels 2011
- Asti Atomik Tchoukball - vincono la finale per il 3º posto
- Limbiate Titans - vincono la finale per il 5º posto
- Saronno Pollux - vincono la finale per il 7º posto
- Ferrara Wildnuts - vincono la finale per il 9º posto e si qualificano per la Serie A 2010/2011
- Gerenzano Sisma - Salus - si qualificano per la Serie A 2010/2011
- EleKTrauti Asti Tchoukball - vincono la finale per l'11º posto
- Varese Lionheart - vincono la finale per il 13º posto
- Bergamo Tchoukball - vincono la finale per il 15º posto
- Saronno Mizar - vincono la finale per il 17º posto
- Rovello Scighera - vincono a tavolino la finale per il 19º posto

## Stagione 2010/2011
Prima stagione con la divisione tra Serie A e Serie B. La massima serie vedeva le prime dieci classificate della stagione precedente confrontarsi in un girone di andata e ritorno e con la divisione in distretti in base alla distanza geografica e al numero di squadre per zona. Asti, non avendo compagne, ha fatto distretto da sola mentre Ferrara, con ben tre squadre, ha formato un distretto da tre, mentre le squadre restanti hanno formato distretti da due. Il campionato si è svolto in dieci giornate più playoff.
Per la prima volta i Saronno Castor non vincono lo scudetto e devono cedere lo scettro di Campione d'Italia alla prima squadra estense, Ferrara Allnuts.
La Serie B si è svolta invece su base locale con la creazione di tre gironi geografici: il Gruppo Ovest (Piemonte) con cinque squadre, il Gruppo Centro (Lombardia) con sette squadre e il Gruppo Est (Emilia-Romagna/Veneto/Toscana) con sei squadre. Le prime due di ogni raggruppamento si sono incontrate ai playoff di Serie B per decretare la squadra da promuovere in Serie A e quella che avrebbe affrontato in uno spareggio la penultima della serie superiore. Per disputare regolari quarti di finale, ad esse si sono aggiunte la migliore terza del raggruppamento più folto (Centro) e l'unica rappresentante del Gruppo Sud, Latina.
Classifica finale Serie A
1. Ferrara Allnuts - vince lo scudetto e accede all'EWC di Lázně Bělohrad/Nová Paka 2012
2. Saronno Castor - accede all'EWC di Lázně Bělohrad/Nová Paka 2012
3. Rovello Sgavisc - vince la finale per il 3º posto
4. Limbiate Titans
5. Asti Atomik TB - vince la finale per il 5º posto
6. Ferrara Wildnuts
7. Gerenzano Sisma Salus
8. Ferrara Peanuts
9. Limbiate Vipers - allo spareggio-salvezza con la seconda di Serie B (EleKTrauti Asti)
10. Saronno Pollux - retrocede in Serie B

Limbiate Vipers perde lo spareggio-salvezza con EleKTrauti Asti e retrocede in Serie B.
EleKTrauti Asti promossa in Serie A.
Classifica finale Serie B
1. Varese Pirates - promossa in Serie A
2. EleKTrauti Asti - allo spareggio-promozione con la penultima di Serie A (Limbiate Vipers)
3. Torinoceronti TB - vince la finale per il 3º posto
4. Lendinara Celtics
5. Bergamo TchoukBall - vince la finale per il 5º posto
6. Romagna TchoukBall
7. Saronno Mizar - vince la finale per il 7º posto
8. Latina

Classifica finale GRUPPO EST:
1. Lendinara Celtics - accede ai playoff di Serie B
2. Romagna Tchoukball - accede ai playoff di Serie B
3. Ferrara TNT
4. Ferrara Neonuts
5. Lendinara Dragons
6. UISP Empoli TB

Classifica finale GRUPPO CENTRO:
1. Varese Pirates - accede ai playoff di Serie B
2. Bergamo Tchoukball - accede ai playoff di Serie B
3. Saronno Mizar - accede ai playoff di Serie B
4. Sciloria Rovello
5. Gerenzano Tsunami
6. Caronno Street
7. Caronno Underground

Classifica finale GRUPPO OVEST:
1. Torinoceronti TB - accede ai playoff di Serie B
2. EleKTrauti Asti - accede ai playoff di Serie B
3. Pavia TB
4. Scientifico Asti
5. Sporting Team

## Stagione 2011/2012
La stagione 2011/2012 si è svolta in maniera pressoché simile alla stagione precedente, con le dieci migliori squadre in Serie A e le restanti in Serie B. La chiusura della società di Limbiate ha però visto l'assorbimento delle squadre Titans e Vipers nella società di Rovello Porro, lasciando la massima serie in appena nove squadre. Per coprire il buco, in mancanza di una regola specifica di ripescaggio, la Federazione Tchoukball Italia è dovuta ricorrere ad uno spareggio svoltosi nell'ottobre del 2011 che ha visto confrontarsi l'unica retrocessa rimasta, Saronno Pollux, con la migliore classificata della Serie B che ha accettato di disputare lo spareggio, ovvero Lendinara Celtics, a seguito della rinuncia di Torinoceronti TB.
La partita ha visto trionfare i saronnesi che sono così tornati in Serie A nonostante la retrocessione diretta subita nella stagione precedente, mentre i Celtics di Lendinara hanno dovuto nuovamente disputare la Serie B.
Ben due gli spareggi previsti a fine stagione: l'ottava classificata di Serie A ha incontrato la terza di Serie B mentre la nona classificata ha incontrato la seconda di Serie B. Entrambe le squadre della massima serie hanno mantenuto il proprio titolo sportivo.
Serie B che ha visto un ulteriore aumento di squadre in tutte le zone: nel Gruppo Est Lendinara si è presentata con Dragons e Wolves, oltre ai già citati Celtics, mentre il momentaneo ritiro del Romagna Tchoukball è stato rimpiazzato dalla nascita della squadra di Concordia Sagittaria (VE), Julia Carbonassi. Confermate le due squadre di Ferrara, TNT e Neonuts, così come quella di Empoli che ha cambiato nome in UISP Empoli Wallers e ha ottenuto l'accesso ai playoff di categoria, insieme agli imbattuti Celtics.
Nel Gruppo Centro l'aumento di squadre è stato tale da dover dividere ulteriormente il raggruppamento in due gironi da cinque squadre, con incontri di andata e ritorno all'interno del girone e di sola andata con le squadre dell'altro girone.
Rovello, grazie alla fusione con Limbiate, presenta ben due squadre e così fa anche Saronno, che oltre ai confermati Mizar presenta i giovani Polaris. Degna di nota la nascita di due nuovi club dalla provincia di Varese, Castellanza e Venegono; confermate invece le due squadre di Caronno Pertusella e le squadre di Bergamo e Gerenzano.
Rovello Seran e Bergamo Tchoukball hanno facilmente imposto la propria supremazia ottenendo presto l'accesso ai playoff, mentre la lotta per il terzo e ultimo posto disponibile si è giocato fino all'ultima giornata dove a spuntarla è stata l'altra squadra di Rovello, gli Skadoosh.
Nel Gruppo Ovest, oltre alle conferme di Torinoceronti TB, Pavia Tchoukball e Scientifico Asti, si sono registrate le nuove formazioni del Liceo Classico di Asti e quella di Nizza Monferrato (AT), mentre la terza squadra dell'Asti Tchoukball, Isotopi, ha rimpiazzato la squadra torinese della Sporting Team.
Il primo posto sembrava un'esclusiva da giocarsi tra Torinoceronti e Pavia, ma nel corso della stagione è venuta fuori la squadra del Liceo Scientifico di Asti che ha sconfitto all'andata sia i torinesi che i pavesi, ma nel girone di ritorno ha avuto la peggio con i Torinoceronti e per la differenza punti ha dovuto cedere la prima piazza ai sabaudi, pur ottenendo una inaspettata qualificazione ai playoff. Per diversi problemi di organico Pavia perderà alcune partite a tavolino e verrà scavalcata dalle realtà emergenti del Classico Asti e di Nizza Monferrato.
Infine dal Sud non c'è stata la conferma della squadra di Latina ma si è registrata la nascita di un'importante realtà nella città di Caserta, con la creazione dell'Atletico PKH Caserta TB, che ha ottenuto di diritto l'accesso automatico alle fasi finali della serie cadetta.
Classifica finale serie A
1. Saronno Castor - vince lo scudetto e accede all'EWC 2013 (sede da decidersi)
2. Rovello Sgavisc - accede all'EWC 2013
3. Asti Atomik - vince la finale per il 3º posto
4. Ferrara Jokers
5. Ferrara New Runts
6. Ferrara Crash Test
7. Saronno Pollux
8. Varese Pirates - allo spareggio-salvezza con la terza di Serie B (Rovello Seran)
9. Gerenzano Sisma - allo spareggio-salvezza con la seconda di Serie B (Torinoceronti TB)
10. EleKTrauti Asti - retrocede in Serie B

Varese Pirates vince lo spareggio con Rovello Seran per rimanere in Serie A.
Gerenzano Sisma vince lo spareggio con Torinoceronti TB per rimanere in Serie A.
Classifica finale serie B
1. Lendinara Celtics - promossa in Serie A
2. Torinoceronti TB - allo spareggio-promozione con la penultima di Serie A (Gerenzano Sisma)
3. Rovello Seran - allo spareggio-promozione con la terzultima di Serie A (Varese Pirates)
4. Bergamo TB
5. Scientifico Asti
6. Rovello Skadoosh
7. UISP Empoli Wallers TB
8. Atletico PKH Caserta TB

Classifica finale GRUPPO EST:
1. Lendinara Celtics - accede ai playoff di Serie B
2. UISP Wallers Empoli - accede ai playoff di Serie B
3. Lendinara Dragons
4. Julia Carbonassi
5. Ferrara TNT
6. Lendinara Wolves
7. Ferrara Neonuts

Classifica finale GRUPPO CENTRO CONF. A
1. Rovello Seran - accede ai playoff di Serie B
2. Rovello Skadoosh - accede ai playoff di Serie B come miglior seconda
3. Saronno Polaris
4. Castellanza Jugs
5. Caronno Street

Classifica finale GRUPPO CENTRO CONF. B
1. Bergamo TB - accede ai playoff di Serie B
2. Gerenzano Tsunami
3. Venegono TB
4. Caronno Underground
5. Saronno Mizar

Classifica finale GRUPPO OVEST
1. Torinoceronti - accede ai playoff di Serie B
2. Scientifico Asti - accede ai playoff di Serie B
3. Classico Asti
4. Nizza Monferrato TB
5. Pavia TB
6. Isotopi Asti

## Stagione 2012/2013
Classifica finale serie A
1. Saronno Castor - vince lo scudetto e accede all'EWC 2014
2. Rovello Sgavisc - accede all'EWC 2014
3. Ferrara Los Cornetteros - vince la finale per il 3º posto
4. Asti Redox
5. Varese Pirates
6. Lendinara Celtics
7. Saronno Pollux
8. Rovello Seran - allo spareggio-salvezza con Ferrara Coconuts
9. Gerenzano Sisma-Salus - allo spareggio-salvezza con Ferrara Donuts

Ferrara Coconuts vince lo spareggio con Rovello Seran per la promozione in Serie A.
Gerenzano Sisma-Salus vince lo spareggio con Torinoceronti TB per rimanere in Serie A.
Classifica finale serie B
1. Bergamo TB - promossa in Serie A
2. Torinoceronti TB
3. Ferrara Donuts - allo spareggio-promozione con l'ultima di Serie A (Gerenzano Sisma-Salus)
4. White Wallers Empoli
5. Caronno Sharks
6. Venegono Fiamme Ossidriche
7. Ferrara Coconuts - allo spareggio-promozione con la penultima di Serie A (Rovello Seran)
8. Atletico PKH Caserta Tchoukball

Classifica finale GRUPPO EST:
1. White Wallers Empoli - accede ai playoff di Serie B
2. Ferrara Donuts - accede ai playoff di Serie B
3. Ferrara Coconuts - accede ai playoff di Serie B
4. Julia Carbonassi Tb
5. Ferrara Neonuts
6. Lendinara Wolves
7. Blue Wallers
8. Romagna Tb
9. Lendinara Dragons

Classifica finale GRUPPO OVEST:
1. Torinoceronti TB - accede ai playoff di Serie B
2. Scientifico Asti
3. Isotopi Asti TB
4. Classico Asti

Classifica finale GRUPPO CENTRO:
1. Bergamo TB - accede ai playoff di Serie B
2. Caronno Sharks - accede ai playoff di Serie B
3. Venegono Fiamme Ossidriche - accede ai playoff di Serie B
4. Saronno Polaris
5. Rovello Skadoosh
6. Castellanza Jugs
7. Saronno Mizar
8. Caronno Piranhas
9. Venegono Fuochi Fatui

Classifica finale GRUPPO SUD:
1. Atletico PKH Caserta Tchoukball - accede ai playoff di Serie B

## Stagione 2021/2022
Classifica finale serie A
1. Rovello Sgavisc - vince lo scudetto
2. Ferrara Bulls
3. Saronno Castor - vince la finale per il 3º posto
4. OSGB Caronno Spartans
5. Ferrara Peanuts
6. Saronno Pollux
7. White Wallers Empoli
8. Forli No-Stop
9. Catellanza Shogun

Classifica finale serie B
1. Rovello Seran - promossa in Serie A
2. Rovello Legur
3. Solaro Shocks
4. Lendinara Dragons
5. Savonarola On Fire
6. Cassano Hawks
7. Ferrara Seagulls
8. TchoukBologna Alchemist

Classifica finale GIRONE NORD:
1. Rovello Seran - accede ai playoff di Serie B
2. Rovello Legur - accede ai playoff di Serie B
3. Solaro Shocks - accede ai playoff di Serie B
4. Cassano Hawks - accede ai playoff di Serie B
5. Venegono Apache
6. OSGB Caronno Vikings
7. Solaro Storms
8. Saronno Mizar
9. Venegono Navajo

Classifica finale GIRONE CENTRO-EST:
1. Lendinara Dragons - accede ai playoff di Serie B
2. Savonarola On Fire - accede ai playoff di Serie B
3. Este Bersekers - accede ai playoff di Serie B
4. Ferrara Seagulls - accede ai playoff di Serie B
5. TchoukBologna Alchemist
6. Este Barbarians
7. Blue Wallers Empoli
8. Rimini Par Tòt

## Albo d'oro del campionato italiano
| Stagione  | Vincitore           | Secondo classificato    | Terzo classificato      |
| 2006-2007 | Saronno Castor      | Saronno Pollux          | Limbiate Crazy Frogs    |
| 2007-2008 | Saronno Castor (2)  | Limbiate Crazy Frogs    | Saronno Pollux          |
| 2008-2009 | Saronno Castor (3)  | Ferrara Allnuts         | Rovello Sgavisc         |
| 2009-2010 | Saronno Castor (4)  | Ferrara Allnuts         | Asti Atomik Tchoukball  |
| 2010-2011 | Ferrara Allnuts     | Saronno Castor          | Rovello Sgavisc         |
| 2011-2012 | Saronno Castor (5)  | Rovello Sgavisc         | Asti Atomik             |
| 2012-2013 | Saronno Castor (6)  | Rovello Sgavisc         | Los Cornetteros Ferrara |
| 2013-2014 | Rovello Sgavisc     | Los Cornetteros Ferrara | Saronno Castor          |
| 2014-2015 | Saronno Castor (7)  | Los Cornetteros Ferrara | Rovello Sgavisc         |
| 2015-2016 | Rovello Sgavisc (2) | Saronno Castor          | Lendinara Celtics       |
| 2016-2017 | Ferrara Bulls (2)   | Rovello Sgavisc         | Saronno Castor          |
| 2017-2018 | Ferrara Bulls (3)   | Saronno Castor          | Rovello Sgavisc         |
| 2018-2019 | Rovello Sgavisc (3) | Saronno Castor          | Ferrara Bulls           |
| 2019-2020 | Non assegnato       | Non assegnato           | Non assegnato           |
| 2020-2021 | Non assegnato       | Non assegnato           | Non assegnato           |
| 2021-2022 | Rovello Sgavisc (4) | Ferrara Bulls           | Saronno Castor          |
| 2022-2023 | Rovello Sgavisc (5) | Ferrara Bels            | Saronno Castor          |
| 2023-2024 | Rovello Sgavisc (6) | Ferrara Monkeys         | Saronno Castor          |
| 2024-2025 | Rovello Sgavisc (7) | Ferrara Monkeys         | Saronno Castor          |